# (37717) 1996 RQ33
1996 أر كيو 33 (ويعرف أيضًا باسم (37717) 1996 أر كيو 33 وفق تسمية الكوكب الصغير) (بالإنجليزية: 1996 RQ33)‏ هو كويكب ضمن حزام الكويكبات؛ وترتيبه 37717 من حيث الاكتشاف.
اكتُشف هذا الجُرم الفلكي بواسطة Claes-Ingvar Lagerkvist ‏ في 11 سبتمبر 1996.

## وصلات خارجية
- (37717) 1996 RQ33 في قاعدة بيانات مختبر الدفع النفاث لأجرام النظام الشمسي الصغيرة

- الاكتشاف · مخطط المدار ·  العناصر المدارية · المعلمات المادية

- (37717) 1996 RQ33 على موقع ويكي سكاي: DSS2, SDSS, GALEX, IRAS, Hydrogen α, X-Ray, Astrophoto, Sky Map, Articles and images